# ヴィルタネン (小惑星)
ヴィルタネン (1449 Virtanen) は小惑星帯に位置する小惑星。フィンランドの天文学者ユルィヨ・バイサラがトゥルクで発見した。
フィンランドの化学者で1945年のノーベル化学賞受賞者、アルトゥーリ・ヴィルタネン（Artturi Ilmari Virtanen, 1895年 – 1973年）に因んで命名された。